# Louis Martineau
Pour l’article homonyme, voir Martineau.
Louis Martineau, né le 10 juillet 1772 à Châtellerault et mort le 5 avril 1838 dans la même ville, est un homme politique français.

## Biographie
Fils de Louis-Charles Martineau et de Madeleine Le Coq, il était notaire à Châtellerault et commandant de la garde nationale, lorsqu'il fut élu, le 5 juillet 1831, député du 2e collège de la Vienne (Châtellerault).
Réélu, le 21 juin 1834, il continua de soutenir de ses votes la monarchie de Louis-Philippe jusqu'aux élections de 1837, qui le rendirent à la vie privée.
Il est inhumé au cimetière Saint-Jacques, à Châtellerault.

## Sources
- « Louis Martineau », dans Adolphe Robert et Gaston Cougny, Dictionnaire des parlementaires français, Edgar Bourloton, 1889-1891 [détail de l’édition]